# Félix Lemaréchal
Félix Lemaréchal (Tours, 7 augustus 2003) is een Frans voetballer met Ivoriaanse roots die onder contract ligt bij AS Monaco.

## Clubcarrière

### AS Monaco
Lemaréchal genoot zijn jeugdopleiding bij EB Saint-Cyr-sur-Loire, Tours FC, Girondins Bordeaux en AS Monaco. In het seizoen 2021/22 maakte hij zijn opwachting bij het tweede elftal van Monaco in de Championnat National 2. Hij maakte dat seizoen ook zijn officiële debuut in het eerste elftal van de club: op de tiende competitiespeeldag liet trainer Niko Kovač hem tegen Olympique Lyon in de 82e minuut invallen. In de zomer van 2021 had hij ook al in het eerste elftal gespeeld tijdens de vriendschappelijke wedstrijden tegen Antwerp FC, VfL Wolfsburg en Real Sociedad. Op 2 januari 2022 liet interim-trainer Stéphane Nado hem starten in de bekerwedstrijd tegen US Quevilly-Rouen Métropole (1-3-winst).

#### Stade Brestois (huur)
Op 31 januari 2023 kondigde Stade Brestois aan dat het Lemaréchal, die met de Monaco-beloften vanaf het seizoen 2022/23 niet langer uitkwam in de nationale reeksen, tot het einde van het seizoen op huurbasis overnam van Monaco. Bij Brest, dat geen aankoopoptie bedong in het huurcontract, vergaarde Lemaréchal vooral invalbeurten, die weliswaar gesmaakt werden.

#### Cercle Brugge (huur)
Op 1 september 2024 werd aangekondigd dat Lemaréchal in het seizoen 2023/24 zou worden uitgeleend aan Belgische dochterclub Cercle Brugge, de Belgische dochterclub die na de blessure van Abu Francis op zoek was naar een onmiddellijk inzetbare vervanger. Een dag later maakte Lemaréchal een prima entree bij De Vereniging: de Fransman viel in de 64e minuut in voor Yann Gboho en bood Kévin Denkey zes minuten later de assist aan voor de 2-0. Na een paar weken aan de kant wegens een enkelblessure kreeg Lemaréchal na zijn invalbeurt tegen Oud-Heverlee Leuven op 7 oktober 2023 een eerste basisplaats in de competitiewedstrijd tegen KAA Gent op 22 oktober.

## Clubstatistieken
| Seizoen         | Club             | Land               | Competitie             | Competitie | Competitie | Beker | Beker | Supercup | Supercup | Europees | Europees | Totaal | Totaal |
| Seizoen         | Club             | Land               | Competitie             | Wed.       | Dlp.       | Wed.  | Dlp.  | Wed.     | Dlp.     | Wed.     | Dlp.     | Wed.   | Dlp.   |
| --------------- | ---------------- | ------------------ | ---------------------- | ---------- | ---------- | ----- | ----- | -------- | -------- | -------- | -------- | ------ | ------ |
| 2021/22         | AS Monaco B      | Vlag van Monaco    | Championnat National 2 | 20         | 2          | —     | —     | —        | —        | —        | —        | 20     | 2      |
| 2021/22         | AS Monaco        | Vlag van Monaco    | Ligue 1                | 1          | 0          | 1     | 0     | —        | —        | 0        | 0        | 2      | 0      |
| 2022/23         | AS Monaco        | Vlag van Monaco    | Ligue 1                | 0          | 0          | 0     | 0     | —        | —        | 0        | 0        | 0      | 0      |
| 2022/23         | → Stade Brestois | Vlag van Frankrijk | Ligue 1                | 13         | 0          | 0     | 0     | —        | —        | —        | —        | 13     | 0      |
| 2023/24         | Cercle Brugge    | Vlag van België    | Jupiler Pro League     | 28         | 1          | 1     | 0     | —        | —        | —        | —        | 29     | 1      |
| Carrière totaal | Carrière totaal  | Carrière totaal    | Carrière totaal        | 62         | 3          | 2     | 0     | 0        | 0        | 0        | 0        | 64     | 3      |

Bijgewerkt op 6 mei 2024.

## Interlandcarrière
Lemaréchal speelde in 2019 acht jeugdinterlands voor Frankrijk.